# Kalačinskij rajon
Il Kalačinskij rajon (in russo Калачинский район?) è un rajon dell'Oblast' di Omsk, nella Russia asiatica; il capoluogo è Kalačinsk. Istituito nel 1924, ricopre una superficie di 2.800 chilometri quadrati e consta di una popolazione di circa 21.000 abitanti.